# Žarnov (szczyt)
Žarnov (840 m n.p.m.) - niewybitny szczyt w Karpatach Zachodnich, w grupie górskiej Ptacznika na Słowacji.

## Położenie
Szczyt znajduje się w najwyższej części gór Ptacznik, określanej jako Wysoki Ptacznik (słow. Vysoký Vtáčnik), w jego południowo-zachodniej części. Wznosi się w bocznym ramieniu Ptacznika, które odgałęzia się od głównego grzbietu w Rúbaným vrchu (1097 m), następnie biegnie w kierunku północno-zachodnim, na Buchlovie skręca na zachód, po czym przez szczyty Sladná skala (913 m), Žarnov i Rakytská skala (689 m) opada ku Kotlinie Górnonitrzańskiej.

## Charakterystyka
Szczyt Žarnova zbudowany jest z andezytów, będących pozostałością poneogenicznej działalności wulkanicznej. Ma formę niezbyt rozległej płaśni, wznoszącej się jednak wyraźnie ku zachodowi, od strony południowej i zachodniej podciętej rozczłonkowaną ścianą skalną długości ok. 150 m, której wysokość sięga ok. 30 m. Od położonej na wsch. Sladnéj skaly oddziela go pobliskie, płytkie (ok. 820 m n.p.m.) Sedlo pod Žarnovom. Od Žarnova (a ściślej: od wspomnianego Sedla pod Žarnovom) wybiegają trzy grzbiety (ku pd., zach. i pn.-zach.), opadające ku dolinom Oslianskeho potoku i Čerenianskeho potoku.
Cały masyw Žarnova jest porośnięty lasami, w większości liściastymi. Występują w nim interesujące zespoły roślinności naskalnej i ciepłolubnej.

## Ochrona przyrody
Cały masyw Žarnova znajduje się na terenie Obszaru Chronionego Krajobrazu Ponitrze (słow. Chránená krajinná oblasť Ponitrie). Ponadto partie szczytowe oraz zbocza południowe i zachodnie (po poziomic odpowiednio ok. 750 i 700 m n.p.m.) masywu leżą w granicach rezerwatu przyrody Buchlov.

## Turystyka
Szczyt Žarnova (jak i sąsiednie: Sladná skala i Buchlov) są często odwiedzane przez turystów z racji bardzo malowniczego otoczenia (liczne formacje skalne, interesująca flora) oraz oryginalnych widoków. Panorama z wierzchowiny szczytowej Žarnova obejmuje widoki w kierunkach pd., zach. i pn., m.in. na Trybecz, Góry Strażowskie i Kotlinę Górnonitrzańską.
Z Oslan na Sedlo pod Žarnovom i dalej grzbietem Buchlova wiodą żółte  znaki szlaku turystycznego na Rúbaný vrch w głównym grzbiecie Ptacznika. Z Sedla pod Žarnovom na widoczny zeń wierzchołek Žarnova wiodą takiegoż koloru znaki szlaku dojściowego.
Z Doliny Bystričianskej na szczyt Buchlova i dalej grzbietem przez szczyt Sladná skala aż na Žarnov prowadzi też ścieżka dydaktyczna (słow. Náučný chodník Buchlov), wyposażona w szereg paneli, zawierających informacje o walorach przyrodniczych tego terenu.
Skalna ściana szczytowego urwiska Žarnova jest popularnym terenem dla wspinaczki skalnej.

## Inne
W jubileuszowym roku 2000 na szczycie Žarnova ustawiono stalowy, 6 m wysoki i 4 m szeroki dwuramienny krzyż. W kolejnych latach pojawiły się na nim tabliczki, upamiętniające zmarłe osoby, związane z tym miejscem lub regionem.